# Green Man (album)
Green Man è il primo album pubblicato da solista da Mark Owen, uscito poco dopo lo scioglimento dei Take That nel 1996. Nel 2003 il disco è stato ristampato con l'aggiunta di 5 tracce bonus.

## Tracce
1. Green Man
2. Clementine
3. Child
4. Are You With Me
5. Naturally
6. Ask Him To
7. Backpocket And Me
8. Move On
9. Secondhand Wonderland
10. My Love
11. I Am What I Am
12. Is That What It's All About

Bonus tracks (presenti nell'edizione 2003)
1. Confused
2. Home
3. Child (acoustic version)
4. Johnny
5. Mr You